# 물총새
물총새(학명: Alcedo atthis 알케도 아트히스[*], common kingfisher)는 파랑새목 물총새과에 속하는 새이다. 크기는 17cm 안팎이다. 
빠른 속도로 물속에 뛰어들어서 물고기, 올챙이, 개구리 같은 것을 부리로 낚아채는데, 이는 고속열차의 최고 시속하고 맞먹는다. 
이때 눈에 비늘이 생기기 때문에 눈을 보호할 수 있다. 
여름철새에 속하기 때문에 봄에 우리나라하고 중국, 일본 등지에서 번식한 뒤 가을에 남반구 지역으로 이동한다.
수컷이 암컷에게 물고기를 선물해서 마음을 사서 부부가 되면, 이들은 물가 벼랑에 알집이 있는 집을 짓는다. 
새끼에게 물고기를 먹여서 키우는데 하루에 50여마리 정도의 물고기를 사냥한다. 
나뭇가지 등에 앉았다가 총알처럼 날아서 물속의 올챙이와 개구리, 물고기 따위를 사냥한다. 

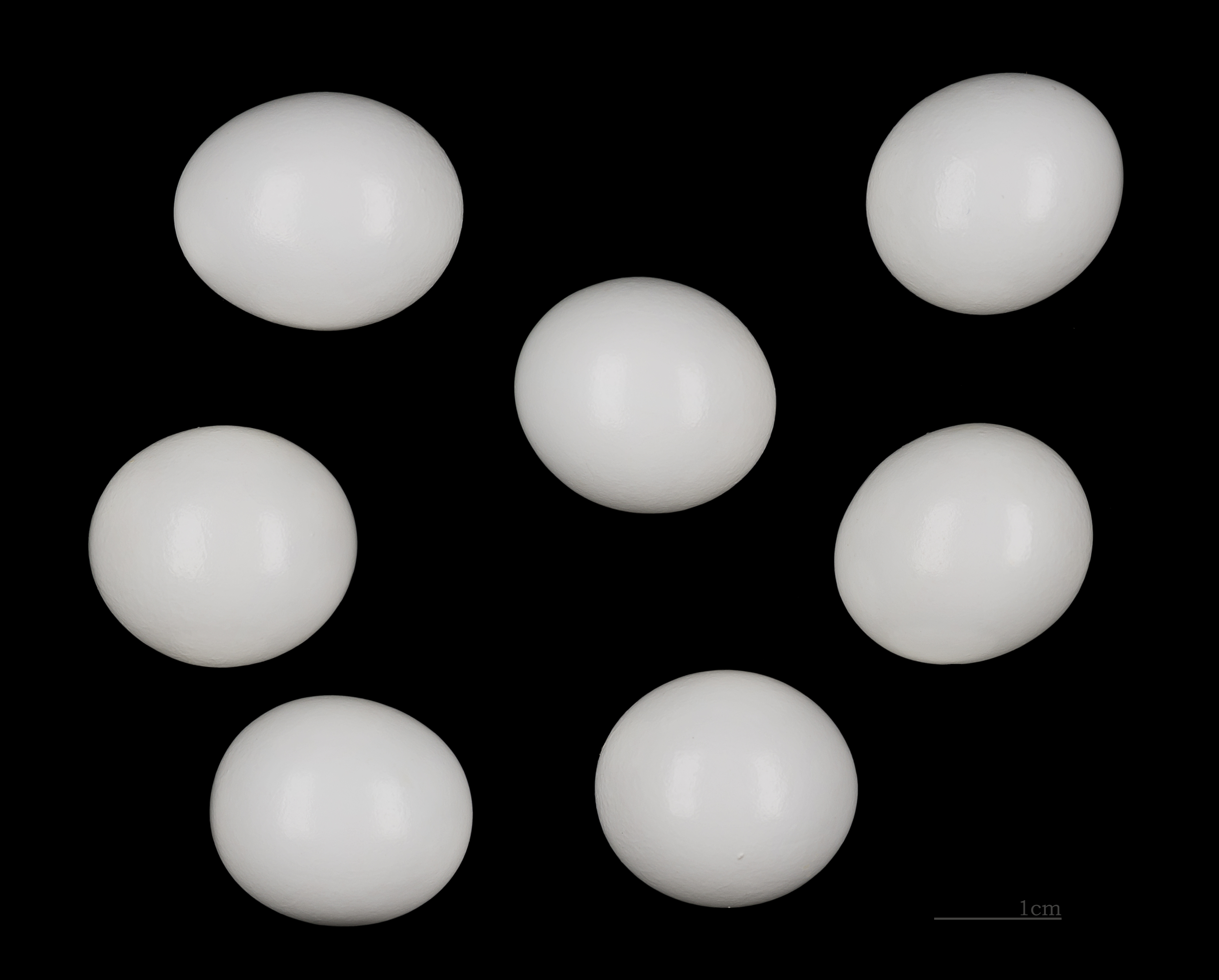
Alcedo atthis

서울시에서는 보호 야생 생물 대상종이다.

## 형태
소형종이며 몸집에 비해 머리와 부리가 크고 꼬리는 짧다. 이마, 머리, 뒷머리는 청록색이며 눈의 앞면과 측면은 황갈색이고 턱밑과 멱은 흰색이다. 가슴 양쪽에는 녹청색의 얼룩무늬가 있다. 몸통 윗면은 금속 광택이 나는 청색이다. 몸통 아랫면은 적갈색이다. 부리는 곧고 길며 검고, 홍채는 갈색이며 다리는 짧고 붉다. 암컷은 수컷에 비해 색상이 엷고 아랫부리가 붉은 색이다.

## 사진과 그림

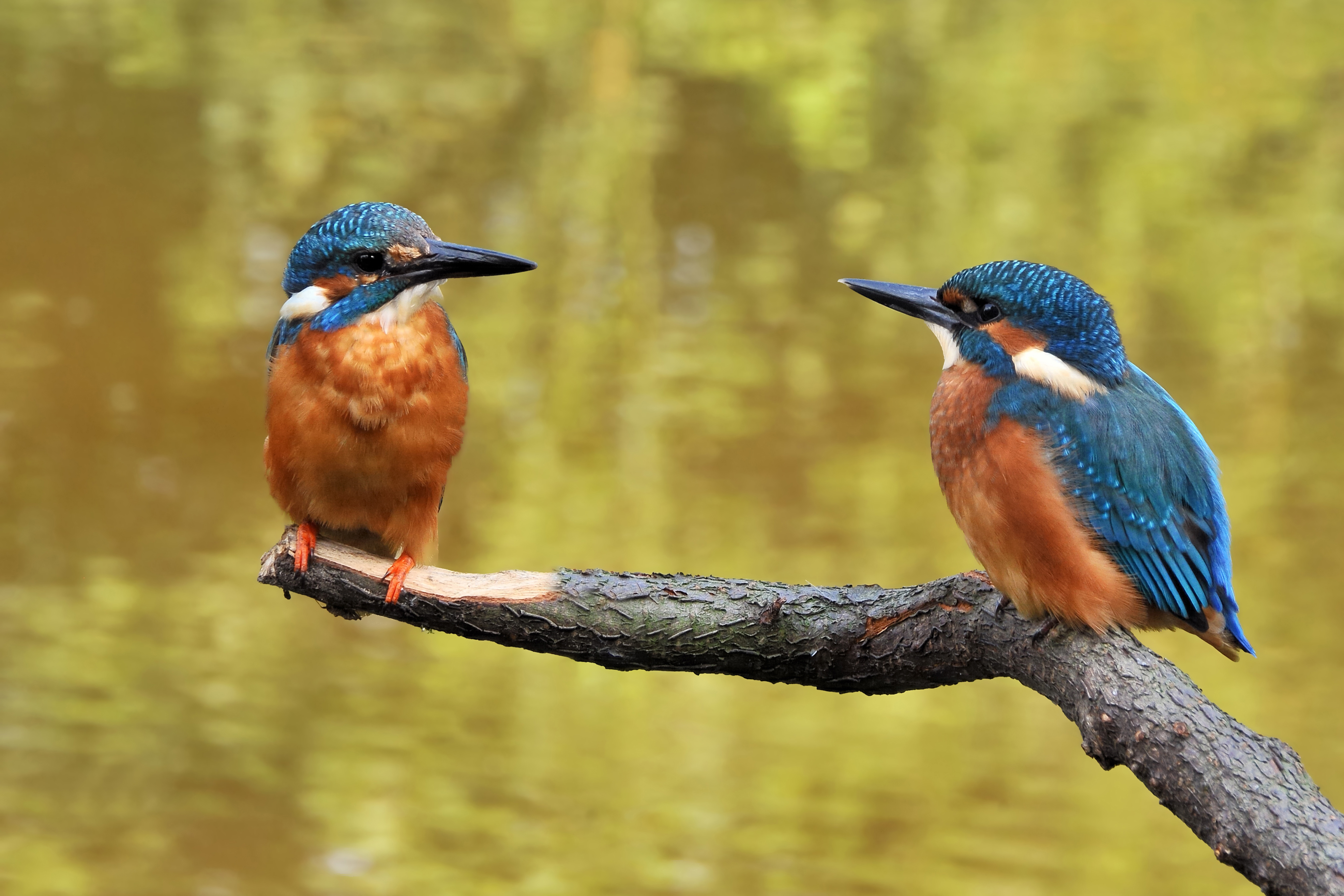
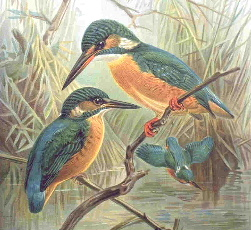
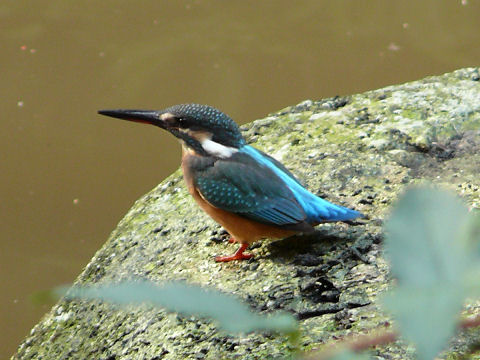
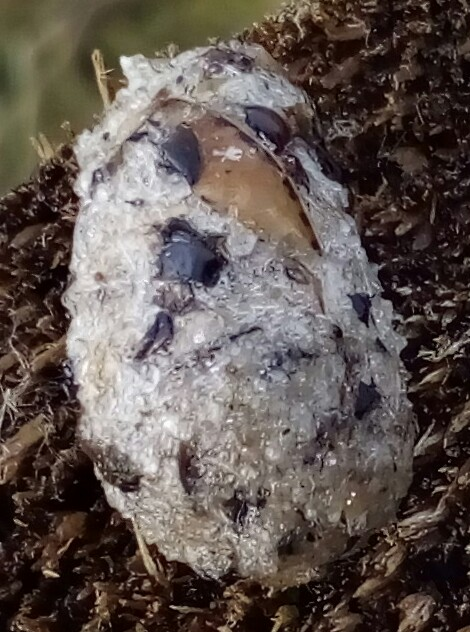

## 같이 보기
- 수리부엉이